# Otto Lington
Otto Carl Johan Lington, (5 august 1903 i København – 15 december 1992 på Frederiksberg) var en dansk musiker (violinist), komponist, orkesterleder, musikforlægger med mere. 
Lington, som var søn af en klovn, viste tidligt interesse for musik, og fik sit første professionelle arrangement som musiker som 14-årig. Han ledede i 1920- og 1930'erne dels egne orkestre og dels job som leder af orkestre som Kai Ewans hjemme i Danmark, Jack Harris i Sverige og Bernard Etté i Tyskland.
Otto Lington var en af jazzens pionerer i Danmark og fik deraf tilnavnet Den hvide neger. 1929 gennemførte han den første store jazzkoncert i Danmark, hvor man bland andet fremførte George Gershwins Rhapsody in Blue.
Igennem mange år (1951-52 og 1958-72) ledede Lington orkesteret i Tivoli i København, men også på mange teatre, revyetablissementer og lignende.
Lington ligger begravet på Søndermark Kirkegård på Frederiksberg 

## Film
- 1932 – Modärna fruar
- 1934 – Unga hjärtan
- 1937 – Mamma gifter sig